# ماریا کونچیتا آلونسو
ماریا کونچیتا آلونسو (به انگلیسی: María Conchita Alonso) (زاده ۲۹ ژوئن ۱۹۵۷) بازیگر، خواننده، ترانه سرا کوبایی است.
آلونسو متولد کوبا و بزرگ شده ونزوئلا است.
از فیلم‌های معروف او می‌توان به مسکو روی هادسن (۱۹۸۴)،همه را بکش ( فیلم۲۰۱۷)، دختران مادی، لمس کن و برو، شهر ترس، بدون مردان و بوسه خون‌آشام اشاره کرد.